# Duck Hunt Dog
Duck Hunt Dog é o icônico cão de caça do jogo eletrônico Duck Hunt, de 1984. Neste jogo, ele não é um personagem selecionável, mas ele tem sua importância no game, já que ele farejava os animais e os espantava para que o player tivesse a oportunidade de abatê-los com sua arma. Porém, caso o player errasse o alvo, ele aparecia novamente para tirar sarro. A cada pato que jogador erra, ele ri. Por conta disso, ele acabou virando um ícone pop e uma lenda dos jogos.

## Ícone Popular
Considerado um dos "9 cachorros mais fiéis dos games" pela IGN, ele foi rotulado como "um dos mais irritantes personagens de videogame de todos os tempos" por inúmeros críticos e jornalistas de jogos, entre os quais das revistas IGN, GamesRadar, ScrewAttack, e do site "Cracked.com" (este último afirmando que ele "é um filho da puta absoluto. Fim da história".), e muitos expressaram o desejo de poder atirar no cachorro. Tanto a IGN quanto a Nintendo Power se referiram ao cão como algo que os jogadores "amam odiar".
A "presunção" do cachorro o ajudou a aparecer em várias "listas de melhores". Na listas de "Top 10 Video Game Dogs", elaborada pelo site 1UP.com, o cachorro aparece em sétimo lugar, recebendo elogios de sua confiança por "rir de um humano frustrado com um rifle carregado", enquanto o GameSpy o ranqueou na 10a posição. As revistas "GameDaily" e Official Nintendo Magazine o incluíram na suas listas de "Melhores Momentos dos Video Games". Brian Crecente, do blog Kotaku, listou-o como um dos seus cães de video game favoritos, afirmando que o design do personagem do cão lembrava os desenhos animados de Tex Avery.
UGO.com listou a capacidade de matar o cão como uma das melhores lendas urbanas dos videogames, afirmando que é uma das poucas lendas urbanas dos videogames baseadas numa verdade, já que os jogadores podem atirar no cachorro no game de arcade "Vs. Duck Hunt". Neste game, se os jogadores atirarem no cachorro, seu rosto será danificado. Ele então dirá: "Ouch! Shoot the ducks, not me!" ("Ouch! Atire nos patos, não em mim!").

## Aparições em Outros Jogos
- "Duck Hunt Dog" faz uma aparição no jogo do Nintendinho Barker Bill's Trick Shooting (outro jogo de Zapper). Neste jogo, ele pode ser baleado.[16]
- No game Tetris DS, o cachorro aparece no level 19 do "Standard Mode".
- No game Super Smash Bros. for Nintendo 3DS / Wii U, de 2014, o cachorro é um dos personagens selecionáveis.[17]
- Em 14 de setembro de 2017, a empresa independente de videogames Stress Level Zero lançou o game Duck Season, um jogo de realidade virtual inspirado em Duck Hunt. No jogo, o cão serve como um serial killer antagônico, se vingando do jogador se o player atirar no cachorro no jogo.[18]
- Ele retorna em Super Smash Bros. Ultimate para Nintendo Switch, como um dos personagens jogáveis.

## Na Cultura Popular
- A desenvolvedora de jogos Mastiff fez referência ao Duck Hunt Dog ao promover o seu game "Remington Great American Bird Hunt", afirmando que Rockford, o cão no jogo, nunca vai rir dos players por estes perderem os patos.[19]
- No filme Pixels, de 2015, Duck Hunt Dog faz uma aparição, onde ele é dado como um "troféu" pelos alienígenas quando Sam Brenner (Adam Sandler) e Ludlow Lamonsoff (Josh Gad) derrotam as criaturas do videogame Centipede. Ele fica na casa de uma mulher idosa em Londres.[20] No entanto, há um erro no roteiro do filme, uma vez que como Duck Hunt foi lançado em 1984, os alienígenas não deveriam saber sobre esse cão, já que os alienígenas somente possuem conhecimento dos humanos até 1982.